# Petar Draganov
Petar Danilovič Draganov (en búlgaro: Петър Драганов; Comrat 1 de febrerojul./ 13 de febrero de 1857greg.-7 de febrero de 1928), también conocido por su nombre rusificado Piotr o Petr Danilovich Draganov (en ruso: Пётр Данилович Драганов) y también referido ocasionalmente su apellido como «Draganoff», fue un filólogo eslavista del Imperio ruso.

## Biografía
Petar Draganov nació según el calendario juliano el 1 de febrero de 1857 en la ciudad de Comrat, entonces parte de la óblast de Besarabia del Imperio ruso (actualmente en la UTA de Gagaúzia, Moldavia). Draganov pertenecía a una familia de búlgaros de Besarabia.
Cursó estudios de filología en la Universidad Imperial de San Petersburgo. De 1885 a 1887, impartió clases en Tesalónica por invitación del Exarcado búlgaro.
Acudió a Tesalónica con la teoría de que los hablantes de lenguas eslavas en la Macedonia otomana eran búlgaros. Sin embargo, tras una profunda investigación en los eyalatos en los que se dividía Mecedonia dentro del Imperio otomano (Salónica y Niš, principalmente) la teoría fue muy matizada. En resumen, Draganov defendió que los macedonios de hablas eslavas constituían un subgrupo propio de eslavos occidentales que desarrollaron dialectos macedonios que desarrolló un idioma separado. Debdo a sus investigaciones, acabó siendo enviado devuelta al Imperio ruso. A su vuelta, fundó los estudios macedonios.
El 1 de enero de 1896, se matriculó como bibliotecario asistente júnior en el Departamento de Manuscritos de la Biblioteca Pública Imperial con las funciones de jefe de los principados eslavo y galaico-ruso del Departamento de Manuscritos.
Experimentó graves dificultades financieras, en relación con las cuales el 25 de octubre de 1904 se vio obligado a renunciar a la Biblioteca Pública y volver a enseñar en la Escuela Imperial de Comrat.
De 1904 a 1926 se desempeñó como inspector y director en escuelas y gymnasiums de Astracán (Samara), Cahul y Bolgrado (Besarabia).
En sus últimos años se retiró a su Comrat natal, que desde el final de la Primera Guerra Mundial se encontraba en la zona en disputa entre el Reino de Rumanía y el Imperio ruso, pero tras la guerra civil rusa, Rumanía había afianzado su control de la zona tras la Unión de Besarabia con Rumania, siendo Comrat parte de la Moldavia de Rumanía de entreguerras el 7 de febrero de 1928, fecha del fallecimiento de Petar Draganov.

## Obras
- Македонско-славянски сборник [Colección macedonio-eslava], 1894
- Реформите в Македония [Reformas en Macedonia], 1906